# Эль-Масри, Ибрагим
Ибрагим Эль-Масри (араб. إبراهيم المصري‎; род. 11 марта 1989, Каир) — египетский гандболист, выступает за гандбольный клуб «Аль-Ахли» и сборную Египта по гандболу. Двукратный чемпион Африки 2022 и 2024 годов, чемпион Средиземноморских игр 2013 года. Участник трёх летних Олимпийских игр 2016, 2020 и 2024 года.

## Карьера

### Клубная
Ибрагим Эль-Масри входил в состав мужской команды «Аль-Нади» с октября 2007 года. Через три года отправился в «Иттихад Эль-Шорта» из Каира. В сезоне 2012/13 годов вместе с командой занял второе место в чемпионате Египта. После этого «Аль-Ахли» подписал с ним контракт. С тех пор выиграл несколько чемпионатов, кубков и международных соревнований.

### Международная карьера в сборной
В составе взрослой сборной Египта Ибрагим Эль-Масри участвовал в чемпионатах мира 2013, 2015, 2017, 2019 и 2021 годов, а также в Олимпийских играх в Рио-де-Жанейро в 2016 году. Выиграл золотую медаль на Средиземноморских играх 2013 года.
Принимал участие в летних Олимпийских играх в Токио. Сборная Египта сыграла в матче за бронзовые медали, в котором уступила Испании со счётом 31:33.
Выиграл две золотые медали на чемпионатах Африки 2022 и 2024 годов.
В августе 2024 года был включён в состав Египта на Олимпийский турнир по гандболу. Сборная Египта уступила в четвертьфинале сборной Испании в дополнительное время со счётом 28:29.